# 碳酸亚铊
碳酸亚铊 是一种无机化合物 ，化学式 Tl2CO3。它是一种白色，可溶于水的固体。  它没有或只有很少的商业应用。  它可以由TlOH和 CO2化合而成。

## 安全性
和其它铊化合物一样，碳酸亚铊也是剧毒的，半数致死量 为 21 mg/kg （小鼠，口服）。 由于其毒性，自2007年起它在美国的极度危险物质列表中被列出。 